# アーカンソー (装甲艦)
CSS アーカンソー（CSS Arkansas）はアメリカ連合国海軍の装甲艦で、南北戦争の西部戦線で活躍した。1862年7月15日にはビックスバーグの北軍封鎖艦隊を突き抜け、自身の損害を上回る損害を北軍に与えた。最終的には北軍による鹵獲を防ぐため、乗員の手で自沈した。
艦名はアーカンソー州に由来する。

## 艦歴

### 建造
1861年10月、J. T. シャーレイ（John T. Shirley & Co.）の手によってテネシー州メンフィスでアーカンソーの建造が始まった。1862年4月、メンフィスに迫る合衆国海軍による鹵獲を防ぐため、アーカンソーはヤズー川（Yazoo River）を下ってミシシッピ州グリーンウッド（Greenwood)へ移動した。姉妹艦のCSS テネシーは航行できる状況には遠かったため、メンフィスで焼却処分されている。
1862年5月、リッチモンドの連合国海軍省は、ビックスバーグのアイザック・ブラウン（Isaac N. Brown）大佐に対し、グリーンウッドに移動してアーカンソーを完成・武装して就役させ、その指揮を執るように命令した。彼が到着した時点では、単に船殻が完成しているだけで、装甲は装着されておらず、エンジンの組み立てもまだで、大砲は砲架に載せられていなかった。装甲に使う予定の鉄道レールは、川底に落ちてしまっていた。直ちに回収命令が出され、川底の泥の中から装甲用レールが引き揚げられた。続いて、ブラウンはアーカンソーをヤズー・シティ（Yazoo City）まで曳航させ、地元の職人に工事をさせるとともに、陸軍の兵士200人に作業員として支援させた。真夏の太陽の下での5週間の工事を行ったが、川の水位が下がって来たために、アーカンソーはヤズー・シティを離れざるを得なかった。この時点で艦尾と操舵室を防御するための湾曲装甲以外は完成していた。「外見を良くするために」、これらの部位は板金で覆われた。

### ビックスバーグ
この間、合衆国海軍はデヴィッド・ファラガットが指揮する艦隊をメキシコ湾から派遣してビックスバーグを攻撃させ、また上流からはチャールズ・デイビス（Charles Henry Davis）が指揮する陸軍所属の小型砲艦や衝角艦も攻撃に加わっていた。
その後すぐに、ビックスバーグの南軍司令官であったアール・ヴァン・ドーンは、ブラウンにアーカンソーをビックスバーグに向けるよう命令した。ブラウンはミシシッピ川の船舶から船員100人をかき集め、さらに60人の兵士を乗艦させた。これらの兵士は艦載用の大型砲の操作はしたことがなく、またおそらく艦上勤務の経験もなかった。ブラウンは「北軍艦隊との戦闘準備が整うまで、乗員をアーカンソーから脱走させないようにするのが唯一の問題であった」と述べている。1862年7月14日、ブラウンはビックスバーグの北軍艦隊に向けて出撃した。
約15マイル（24km）を航行した後、ボイラーから蒸気が漏れており、前部火薬庫の火薬が濡れて使用不可能になっていることが分かった。ブラウンと乗員たちはヤズー川沿いに空き地を見つけ、そこで塗れた火薬を天日で乾燥させた。常に火薬をかき混ぜて上下を入れ替えるようにしたため、日没までには火薬は発火可能なまでに乾燥した。アーカンソーは再び航行を開始した。

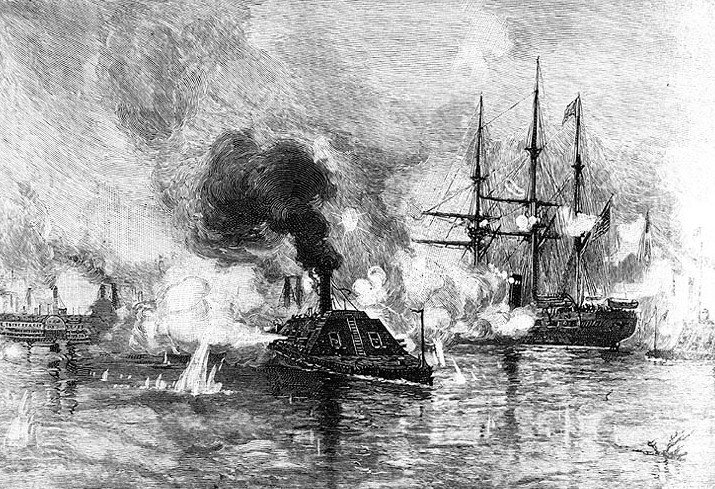
ビックスバーグ上流で北軍艦隊を攻撃するアーカンソー、1862年7月15日

7月15日の夜明け直後、3隻の北軍艦艇、装甲艦キャロンデレット（Carondelet）、木造砲艦タイラー（Tyler）及び衝角艦クイーン・オブ・ジ・ウェスト（Queen of the West）がアーカンソーへ向かってくるのが視認された。北軍艦隊との間に遭遇戦が開始された。直後にキャロンデレットは操舵部への被弾により戦闘不能となり、戦場を離脱した。タイラーとクイーン・オブ・ジ・ウェストはアーカンソーを追尾した。やがて、「マストと煙突が林立するような」北軍の艦艇が、ビックスバーグのやや上流の川の屈曲部に視認された。ブラウンは衝角攻撃と混乱を防ぐため、敵艦に可能な限り接近することとした。北軍艦艇は蒸気を炊いていなかったため、ほとんどが動くことができなかった。両者は至近距離で砲撃を交わしたが、アーカンソーは北軍艦隊を無事にすり抜けた。アーカンソーのビックスバーグへの到着は熱狂をもって迎えられ、市民の歓呼は下流の北軍艦隊からも視認できた。
その夕刻、下流のファラガットの艦隊はビックスバーグの砲台を通過して、アーカンソーを破壊しようとした。しかし、その日の遅くまで動くことができなかったため、行動に移ったときはすでに目標が良く見えなかった。ただ1発のみが命中し、2人が死亡、3人が負傷した。
アーカンソーは敵艦を1隻も破壊することはできなかったが、北軍艦隊に対して大きな人的損害を与えた。最初の戦闘で、北軍側の死者は18人で負傷者は50人であった。加えて行方不明が10人（おそらくは溺死）があった。さらに夕刻にビックスバーグの砲台を通り抜けた際に、北軍は戦死5人、戦傷9人の損害を受けている。他方、アーカンソーの損害は、合計で戦死12人、戦傷18人であった

### ビックスバーグ断崖の下で
修理の後、アーカンソーは北軍艦隊にとって再び脅威となった。北軍艦艇は真夏の炎天下、1日24時間ボイラーに火を入れておく必要があった。この問題を解決するため、北軍艦隊は再びアーカンソーの停泊地に向けて出撃し、これを破壊することを試みた。このとき、アーカンソーの乗員数は大きく減じており、大砲は3門が使用可能なのみであった。このため、沿岸砲台からの援護に依存するを得なかった。7月22日の朝、USS エセックス（Essex）、クイーン・オブ・ジ・ウェスト、USS サムター（Sumter）の3隻があまり協調のとれていない攻撃をかけてきた。最初にエセックスが衝角攻撃をかけてきたが、アーカンソーの乗員はすばやく艦を動かした。結果エセックスの攻撃は失敗し、アーカンソーの横を通り過ぎた。その後10分間にわたり、エセックスは沿岸砲台とアーカンソーからの砲撃に晒された。エセックスの装甲が乗員を守り、損害は戦死1人、戦傷3人に留まった。他方、エセックスが放った砲弾の1弾がアーカンソーの鉄板を貫通し、戦死6名・戦傷6名の損害が出た。エセックスは岸から離れ、下流のファラガットの本隊に戻った。
しばらく後に、クイーン・オブ・ジ・ウェストが攻撃をかけてきた。クイーン・オブ・ジ・ウェストの艦長はその速力を見誤っていたため、艦はアーカンソーの脇を通り過ぎてしまい、上流側から再度攻撃をせざるをえなくなった。アーカンソーへの衝突には成功したものの、速度が十分ではなかったため、アーカンソーに与えた損害は小さかった。その後クイーン・オブ・ジ・ウェストは上流側の艦隊に合流した。クイーン・オブ・ジ・ウェストも沿岸砲台からの砲撃を受けたが、驚くことに大きな損害は受けなかった。
ファラガットは、すでに海軍省に対してビックスバーグからの撤退許可を求めていた。ビックスバーグを占領するためには、陸軍の支援が必要なことは明らかであったが、直ぐには期待できそうになかった。艦隊乗員はミシシッピの夏の暑さに慣れることができずに病気が蔓延しており、戦力は当初の1/3程度になっていた。加えて、季節的な水位の低下も、喫水の深い艦艇にとって脅威を与えていた。アーカンソーに対する警戒を継続しなければならないことが、最終的に決断を促すことになった。ファラガットはニューオーリンズ近郊向けて撤退する許可を得、7月24日にビックスバーグを離れた。
デイビスの小艦隊も何もすることが出来ず、これも撤退した。デイビスは彼の艦艇をアーカンソー州ヘレナ（Helena）に移動させ、ビックスバーグの北方からこれを見張ることができた。

### バトン・ルージュでの最後の戦い
北軍艦隊が撤退すると、ブラウンは4日間ミシシッピ州グレナダ（Grenada）へ赴くことを申請し許可された。出発前、ブラウンはヴァン・ドーンに対して、アーカンソーのエンジンが故障しており、出撃前に修理する必要があることを告げていた。また、部下のヘンリー・スティーブンス大尉に対して、彼が戻ってくるまでは出撃しないように命令していた。

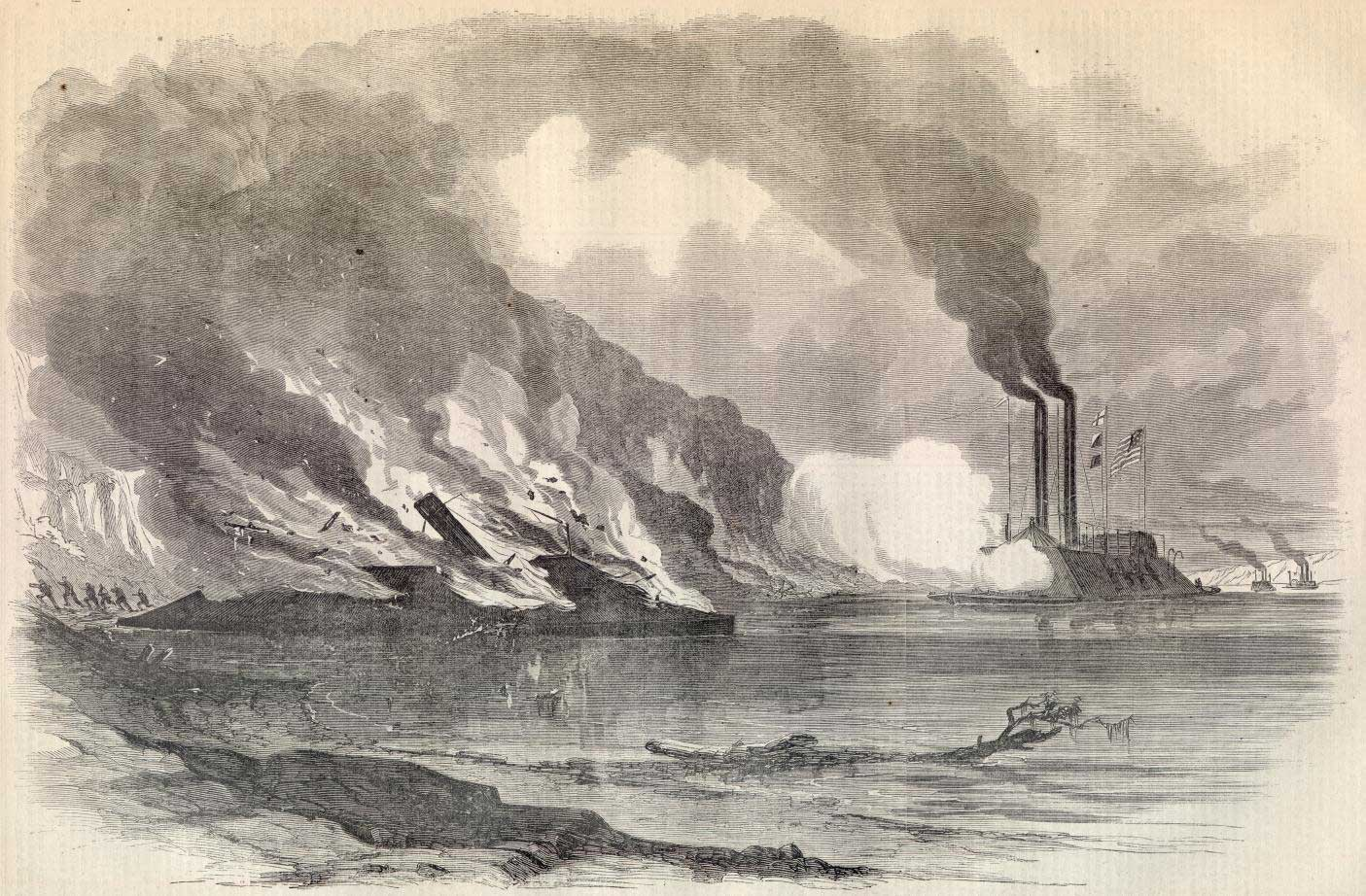
燃えるアーカンソーに対して発砲するエセックス

不運なことに、ヴァン・ドーンはこれを無視した。彼はスティーブンスに対して、アーカンソーを下流のルイジアナ州バトンルージュに航行させ、そこでジョン・ブレッキンリッジ少将が率いる陸軍部隊の、北軍に対する攻撃を支援するように命令した。ブラウンからの命令があったためスティーブンスは躊躇し、連合国海軍のとある「上級士官」に対して質問をなげかけた。この上級士官は、問題に介入しないことを選んだ。このため、スティーブンスはヴァン・ドーンの命令に従って、アーカンソーを出撃させる他は無かった
ブラウンが恐れていたとおりに、ビックスバーグからバトンルージュに向かう途中に、アーカンソーのエンジンは何度か故障した。そのたびごとに、エンジンを再度動かすことはできたが、信頼性に欠ける事は明らかであった。しかしながら、アーカンソーはバトンルージュまでなんとか航行し、かって戦ったことがあるエセックスを含む北軍の小艦隊との戦闘に備えた。8月6日の朝、エセックスが視認距離に入ってきたため、アーカンソーはこれと戦うために出撃した。ちょうどこのとき、両エンジンのクランクピンがほとんど同時に壊れ、アーカンソーは岸に流されてしまった。
スティーブンスは乗員に退艦の準備をさせた。エンジンを破壊し、大砲に砲弾を装填し、残った砲弾は破棄し、その上で艦に火を放った。その後乗員は脱出した。ほぼ同時に、艦は壊れて川下に漂い始めた。最後まで残っていたスティーブンスは泳いで脱出した。アーカンソーは燃えながら北軍艦隊に向かって漂って行き、正午頃に爆沈した。

### 現在
アーカンソーは、Free Negro Pointの鉄道・自動車併用橋1.4マイル南方の堤防の下に南北方向に横たわっている。河口から233マイルと690フィートの地点である。

## 参考資料
- Silverstone, Paul H. (2006). Civil War Navies 1855–1883. The U.S. Navy Warship Series. New York: Routledge. ISBN 0-415-97870-X
- Still, William N., Jr. (1985). Iron Afloat: The Story of the Confederate Armorclads (Reprint of the 1971 ed.). Columbia, South Carolina: University of South Carolina Press. ISBN 0-87249-454-3
- Official records of the Union and Confederate Navies in the War of the Rebellion. Series I: 27 volumes. Series II: 3 volumes. Washington: Government Printing Office, 1894-1922. See particularly Series I, volume 19, pages 3–75.